# Sturisoma aureum
Sturisoma aureum är en fiskart som först beskrevs av Steindachner, 1900.  Sturisoma aureum ingår i släktet Sturisoma och familjen Loricariidae. Inga underarter finns listade i Catalogue of Life.